# Ibrahim Sory Touré
Ibrahim Sory Touré (ur. 15 września 1970 – zm. 21 października 1996) – malijski piłkarz grający na pozycji pomocnika. W swojej karierze rozegrał 3 mecze w reprezentacji Mali.

## Kariera klubowa
Swoją karierę piłkarską Touré rozpoczął w klubie AS Real Bamako. W sezonie 1987/1988 zadebiutował w jego barwach w pierwszej lidze malijskiej. Zdobył z nim dwa Puchary Mali w latach 1989 i 1991 roku.
W 1992 roku Touré przeszedł do Stade Malien, w którym grał do 1996 roku. Ze Stade Malien wywalczył dwa mistrzostwa Mali w sezonach 1992/1993 i 1994/1995 oraz zdobył trzy Puchary Mali w latach 1990, 1992 i 1994.

## Kariera reprezentacyjna
W reprezentacji Mali Touré zadebiutował 23 lutego 1994 w zremisowanym 0:0 towarzyskim meczu z Ghaną, rozegranym w Bamako. W 1994 roku został powołany do kadry na Puchar Narodów Afryki 1994. Na tym turnieju zagrał w dwóch meczach: w ćwierćfinale z Egiptem (1:0) i w półfinale z Zambią (0:4). Z Mali zajął 4. miejsce w tym turnieju. W kadrze narodowej rozegrał 3 mecze, wszystkie w 1994.